# Gyrinophilus palleucus
Gyrinophilus palleucus é um anfíbio caudado da família Plethodontidae endémica dos Apalaches.